# Gran Telescopio Sudafricano
El Southern African Large Telescope (SALT), en español Gran Telescopio Sudafricano, es un telescopio óptico con un espejo segmentado de 11 metros, localizado en la meseta del Gran Karoo, cerca de la ciudad de Sutherland, en Sudáfrica. El telescopio forma parte del Observatorio Astronómico Sudafricano.
SALT es el telescopio con espejo primero de mayor superficie colectora y equivale a un telescopio de casi 10 metros de apertura. Es el mayor telescopio del hemisferio sur y el tercero mayor del mundo.
Junto a Sudáfrica han participado en la construcción del telescopio Alemania, Polonia, Nueva Zelanda y Reino Unido. Las obras comenzaron en 2000 y finalizaron a mediados de noviembre de 2005. El presupuesto estimado del proyecto fue de 30 millones de dólares.

## Espejo primario
El espejo primario está compuesto por 91 segmentos hexagonales que conforman un espejo de 11 metros. El diseño está basado directamente en el telescopio Hobby-Eberly en el Observatorio McDonald, Texas, con ligeras diferencias para adaptarse mejor a los requerimientos específicos del SALT por su diferente localización y para poder utilizar los últimos adelantos tecnológicos.

## Primeras imágenes

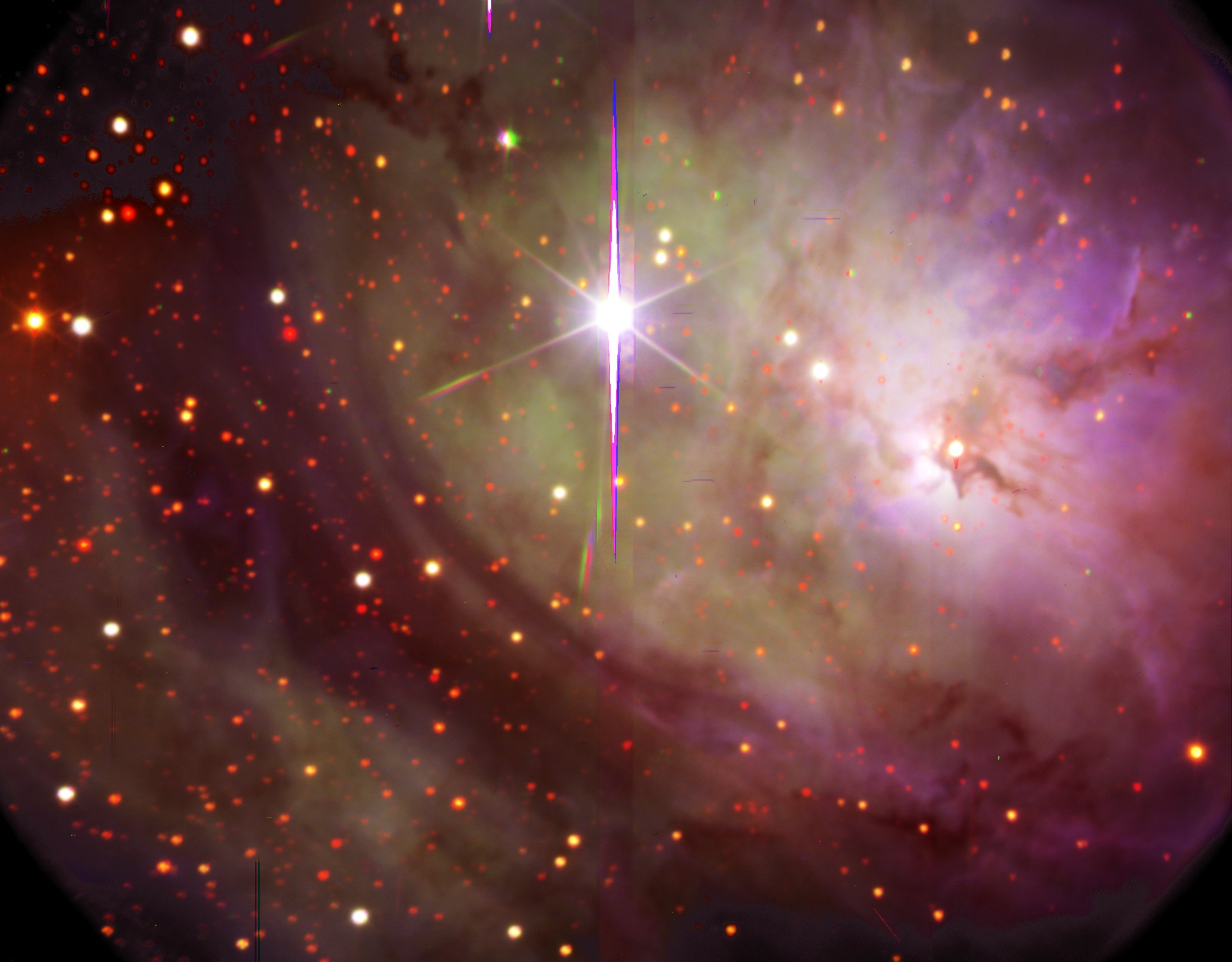
Región central de la Nebulosa de la Laguna (también conocida como M8 y NGC 6523) - una región H II en la constelación de Sagitario. La foto fue tomada por el Gran Telescopio de África del Sur (SALT).

El 1 de septiembre de 2005 el telescopio SALT vio su primera luz. Se tomaron las primeras fotografías de: NGC 6744, NGC 6530, M8 (la nebulosa de la Laguna) y 47 Tucanae. Se inauguró oficialmente el 10 de noviembre de 2005.

## Conectividad a Internet
El telescopio está conectado al sitio SAAO en Ciudad del Cabo a través de una conexión de fibra óptica de 1 Gbit/s a través de la red SANREN. El SAAO tiene una conexión de 1 Gbit/s a la red SANREN con 30 Mbit/s de ese enlace siendo la parte internacional.

## Socios
- Universidad de Dartmouth
- Georg-August-Universität Göttingen
- Junta directiva del telescopio de Hobby-Eberly
- Fundación Nacional de Investigación de Sudáfrica
- Centro Astronómico Nicolaus Copernicus de la Academia Polaca de Ciencias
- Rutgers, la Universidad Estatal de Nueva Jersey
- Universidad de Wisconsin-Madison
- Universidad de Canterbury (Nueva Zelanda)
- Universidad de Carolina del Norte en Chapel Hill
- Reino Unido Consorcio SALT (UKSC), compuesto por:
  - Observatorio de Armagh
  - Universidad de Keele
  - Universidad de Lancashire Central
  - Universidad de Nottingham
  - Universidad Abierta del Reino Unido
  - Universidad de Southampton

En 2007, los siguientes nuevos socios se unieron al consorcio SALT:
- Museo Americano de Historia Natural
- Centro Interuniversitario de Astronomía y Astrofísica (India)